# Bandiagara
Bandiagara és una ciutat de Mali que dona nom a la cinglera de Bandiagara declarada Patrimoni de la Humanitat. L'any 2009 tenia 25.564 habitants. És la capital del cercle de Bandiagara dins la regió de Mopti, al País dels dogons.
La ciutat de Bandiagara és a 63 km de la cruïlla de Sévaré, d'on surten les rutes de Mopti, Gao, Timbuctú, Bamako i cap a Burkina Faso.
Hi viuen diverses ètnies (peuls, dogons, bambares, malinkés…).

## Història
La seva fundació és controvertida. mentre els peuls reivindiquen la fundació de Bandiagara pels toucouleurs, els dogons afirmen que va ser fundada per les famílies Ouologuem i Tembely. Segons això, hauria estat fundada l'any 1770 per Nangabanu Tembély, un caçador dogon. L'etimologia de Bandiagara prové de Bandia, que significa 'carbassa', i gara que significa 'graner' en idioma dogon, però aquesta etimologia és discutida pels peuls.
El febrer de 1864, quan morí El Hadj Oumar Tall a Déguembéré (a 19 km de Bandiagara), el seu nebot Tidiani Tall va prendre la successió de l'Imperi toucouleur i regnà fins a la seva mort l'any 1887.
El 1891, Sékou Amadou deixà Nioro i va prendre el tron de Bandiagara.

### Colonialització
El 29 d'abril de 1893, les tropes colonials franceses dirigides per coronel Louis Archinard van ocupar Bandiagara. El 1903, creen un cercle administratiu. De l'època colonial, en resten alguns edificis com l'ajuntament i una església catòlica.

## Economia
Ha passat en els darrers 10 anys de l'economia agrària al turisme; hi ha 6 hotels, d'entre aquests tres de luxe. S'hi han construït restaurants i ha augmentat l'artesania local.